# Scindapsus longistipitatus
Scindapsus longistipitatus  Merr. – gatunek wieloletnich, wiecznie zielonych pnączy z rodziny obrazkowatych, pochodzących z Borneo.